# Sinfonia n. 6 (Prokof'ev)
La Sesta sinfonia in Mi bemolle minore è stata scritta da Sergej Sergeevič Prokof'ev fra il 1945 e il 1947.

## Storia
Dopo aver diretto la sua Quinta sinfonia nel gennaio del 1945, a causa di una crisi ipertensiva, Prokof'ev ebbe un malore e cadde battendo la testa riportando una commozione cerebrale. Da allora la sua salute non fu più buona, ma, nonostante tutto, continuò a lavorare alle sue composizioni.

Durante l'estate si recò con la compagna Mira Mendelssohn a Ivanovo, come aveva fatto l'anno precedente; nella casa messa a disposizione dei musicisti dall'Unione Compositori incominciò a scrivere la sua Sesta sinfonia. Mentre la Quinta venne composta di getto, in un solo mese, questa nuova opera ebbe una lunga gestazione; Prokof'ev lavorò contemporaneamente anche ad altre composizioni, tra cui la Sonata per violino n.1.

Rientrato a Mosca, a causa dei suoi continui mal di testa, non riusciva più a sopportare il clima della città e, grazie a un prestito di centomila rubli che gli venne concesso dal Muzfond, riuscì ad acquistare una dacia a Nikolina Gora nel giugno 1946. Nella tranquillità del luogo Prokof'ev riuscì a terminare la Sonata per violino e a lavorare con intensità alla Sesta sinfonia durante l'inverno 1946-47, portandola a termine.
La prima esecuzione avvenne alla Sala grande del Conservatorio di Leningrado l'11 ottobre 1947 con la direzione di Evgenij Aleksandrovič Mravinskij; la sinfonia fu ben accolta dal pubblico e anche dalla critica. In occasione della prima a Mosca, prevista per il 25 dicembre, la Pravda liquidò l'ultima opera di Prokof'ev con poche secche righe di commento; nonostante tutti i biglietti per questa esecuzione fossero stati venduti ed esauriti già da 15 giorni, la sinfonia si trasformò in un insuccesso e l'accoglienza fu quantomai gelida.

Prokof'ev insieme a Šostakovič era stato preso di mira dal potente Andrej Aleksandrovič Ždanov, Commissario per l'Istruzione, poiché la loro musica non era conforme alle direttive. Infatti nel gennaio 1948 Prokof'ev e altri compositori furono duramente attaccati dal Comitato Centrale del Partito Comunista e accusati di formalismo e deviazionismo. Né la Sesta sinfonia  né la Quarta, appena rielaborata dal musicista, vennero più eseguite in pubblico per diversi anni.

## Struttura
La sinfonia è suddivisa in soli tre movimenti: e dura circa 45 minuti:
- Allegro moderato (Mi bemolle minore)
- Largo (La bemolle maggiore)
- Vivace (Mi bemolle maggiore)

## Analisi
La Sesta sinfonia si può considerare come un'opera contrapposta alla Quinta. Alla luminosità dell'op. 100, la "sinfonia della vittoria", subentra in questo lavoro successivo il triste ricordo della guerra in una partitura cupa e aspra. L'opera vuole essere al tempo stesso una commemorazione dei caduti e un simbolo di denuncia contro le atrocità del conflitto da poco terminato. Una sinfonia con queste caratteristiche drammatiche non poteva assolutamente essere accettata dalla dirigenza di Ždanov che, nel momento della vittoria, pretendeva dagli autori composizioni che esaltassero la gloria dell'Unione sovietica e una musica con melodie chiare e semplici che richiamassero la tradizione popolare; la Sesta sinfonia, così lontana da questa ideologia, fu messa all'indice e bollata come "ripugnante" e "patologica".
Il primo movimento, Allegro moderato, inizia con un attacco secco e deciso, di dieci battute, di trombe, tromboni e violoncelli che introduce il primo tema espresso dai violini e dalle viole; il motivo ricorda un valzer malinconico ed è ripreso poi dall'oboe e dal fagotto trasformandolo in una sorta di melopea desolata. Coinvolgendo tutta l'orchestra la partitura ha un momento di intenso sussulto che lascia subito il posto a un secondo tema che ha tratti di liricità sognante espressa soprattutto dagli archi.

Con un Andante molto in tempo 4/4 l'atmosfera cambia totalmente; la musica prende una connotazione fortemente ritmata dalle note staccate del pianoforte e del fagotto e quindi da quelle gravi degli archi e degli ottoni. Il tema diventa una sinistra marcia militaresca "lugubre" (l'indicazione è in partitura). Dopo che l'intensità è cresciuta in modo drammatico, bruscamente si passa a un Allegro in 6/8 dove è impegnata tutta l'orchestra; alla ripresa del suggestivo secondo tema riemerge inaspettata la marcia funerea ancora più esasperata dal suono del trombone e del basso tuba. La coda conclusiva del movimento piano piano rallenta il tempo e l'intensità con note lunghe degli ottoni per giungere alle ultime battute desolate col suono sommesso del pianoforte e dei contrabbassi.
Il secondo movimento, Largo, si apre in modo dissonante a piena orchestra con un forte che ha tutti i colori dell'angoscia; la musica poi decresce lasciando spazio al primo tema, diatonico, cantato dai violini e dagli ottoni. Il secondo tema, affidato ai violoncelli e al fagotto, è espressivo e intenso, ricco di reminiscenze wagneriane, Parsifal in primo luogo. I momenti più distesi su base diatonica si alternano quindi con fasi cromatiche che conferiscono al brano una sensazione continua di tormento e angustia. Uno squarcio di liricità surreale è introdotto dai nitidi tocchi della celesta e dell'arpa, momento che viene poi ancora una volta sovrastato dal ritorno del motivo iniziale con sonorità sempre dissonanti, ma più pacato e contenuto.
Il Terzo movimento, Vivace, inizia in modo festoso e scintillante contrastando notevolmente con il tempo precedente. Ai toni drammatici subentrano vivaci motivi di danze popolaresche in forma di rondò-sonata ispirata in larghi tratti alla Sinfonia classica. Il secondo tema viene poi esposto dai legni e accompagnato dagli archi. Prokof'ev gioca con questi due motivi in uno sviluppo complesso recuperando anche il triste tema del primo movimento. Un accenno ricorrente al ritmo di marcia militaresca porta il ricordo agli echi del conflitto e di quanto tragico vi è legato. La musica riprende quindi con intensità fino al fortissimo dell'accordo finale in Mi bemolle minore.

## Organico
Ottavino, due flauti, due oboi, corno inglese, clarinetto piccolo, due clarinetti, clarinetto basso, due fagotti, controfagotto, quattro corni, tre trombe, tre tromboni, basso tuba, timpani, woodblock, tamburello basco, triangolo, rullante, piatti, grancassa, tam-tam, pianoforte, celesta, arpa, archi.